# أبرنيتي (ساسكاتشوان)
أبرنيتي (بالإنجليزية: Abernethy, Saskatchewan)‏ هي قرية و مستوطنة تقع في كندا في Abernethy No. 186, Saskatchewan. يقدر عدد سكانها بـ 196 نسمة ومساحتها 1.03 كم2 .